# Liste der Naturschutzgebiete im Landkreis Nordhausen
Im Thüringer Landkreis Nordhausen gibt es 16 Naturschutzgebiete.
| Name des Gebietes          | Bild           | Kennung | WDPA      | Landkreis / Stadt                     | Beschreibung / Bemerkungen | Standort | Fläche in Hektar | Datum der Verordnung |
| -------------------------- | -------------- | ------- | --------- | ------------------------------------- | -------------------------- | -------- | ---------------- | -------------------- |
| Alter Stolberg             | weitere Bilder | 003     | 20730     | Landkreis Nordhausen                  |                            | Position | 623,3            | 1961                 |
| Brandesbachtal             | weitere Bilder | 073     | 318228    | Landkreis Nordhausen                  |                            | Position | 209,8            | 2001                 |
| Feuerkopf                  |                | 010     | 163091    | Kyffhäuserkreis, Landkreis Nordhausen |                            | Position | 61,1             | 1961                 |
| Gräfenthal                 |                | 002     | 14478     | Landkreis Nordhausen                  |                            | Position | 103,6            | 1961                 |
| Harzfelder Holz            |                | 408     | 555588709 | Landkreis Nordhausen                  |                            | Position | 283,2            | 2014                 |
| Himmelsberg bei Woffleben  |                | 313     | 163683    | Landkreis Nordhausen                  |                            | Position | 61,7             | 1996                 |
| Hunnengrube-Katzenschwanz  |                | 191     | 555519720 | Landkreis Nordhausen                  |                            | Position | 109              | 1999                 |
| Mühlberg                   |                | 072     | 164718    | Landkreis Nordhausen                  |                            | Position | 61               | 1996                 |
| Pfaffenköpfe               |                | 412     | 555588710 | Landkreis Nordhausen                  |                            | Position | 153,5            | 2014                 |
| Rüdigsdorfer Schweiz       | weitere Bilder | 312     | 165239    | Landkreis Nordhausen                  |                            | Position | 298,5            | 1997                 |
| Sattelköpfe                | weitere Bilder | 314     | 165326    | Landkreis Nordhausen                  |                            | Position | 127,4            | 1996                 |
| Schloßberg - Solwiesen     | weitere Bilder | 004     | 165423    | Kyffhäuserkreis, Landkreis Nordhausen |                            | Position | 541,5            | 1967                 |
| Sülzensee-Mackenröder Wald |                | 192     | 319187    | Landkreis Nordhausen                  |                            | Position | 280,2            | 2000                 |
| Vogelherd                  |                | 001     | 166081    | Landkreis Nordhausen                  |                            | Position | 15,1             | 1961                 |
| Westliche Hainleite        |                | 378     | 329716    | Landkreis Nordhausen                  |                            | Position | 941,4            | 2004                 |
| Wöbelsburg                 |                | 005     | 166344    | Landkreis Nordhausen                  |                            | Position | 65,9             | 1961                 |